# Vogelhäuschen

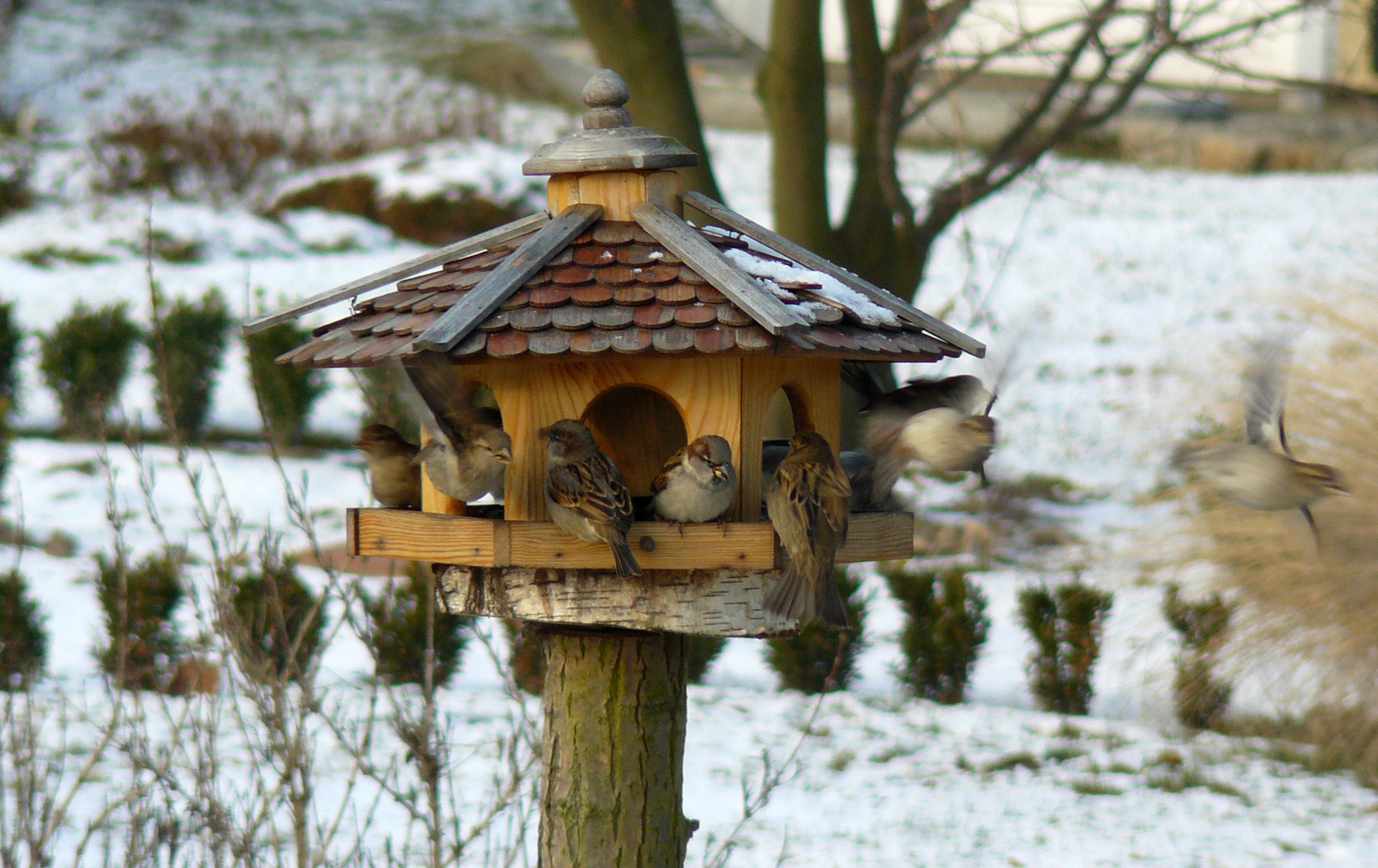
Spatzen an einem Vogelhäuschen

Vogelhäuschen sind überdachte Futterstellen für frei lebende Vögel, die mit Vogelfutter bestückt werden.

## Machart
Eine typische Bauart eines Vogelhäuschens ist ein kleines Haus aus Holz; zur Abdeckung der meist spitzgiebelig gestalteten Dächer wird wetterfestes Material, meist Dachpappe, verwendet. Der gartengestalterische Aspekt von Vogelhäuschen wird dagegen beispielsweise an Verzierungen ersichtlich, die für Kennzeichen menschlicher Wohn- oder Aufenthaltsstätten stehen, etwa stilisierte Schornsteine.
Besser zur Vogelfütterung geeignet sind senkrecht stehende oder hängende Röhren mit am unteren Ende angebrachten Sitzstangen, sog. Futtersäulen. Diese haben den Vorteil, dass die Vögel nicht im Futter sitzen und Kot und Krankheitserreger das Futter nicht verschmutzen.